# Pimoa curvata
Espèce
Pimoa curvata est une espèce d'araignées aranéomorphes de la famille des Pimoidae.

## Distribution
Cette espèce est endémique des États-Unis. Elle se rencontre au Washington et dans le Nord de l'Oregon.

## Description
Le mâle décrit par Hormiga en 1994 mesure 7,2 mm et la femelle 7,3 mm.

## Publication originale
- Chamberlin & Ivie, 1943 : New genera and species of North American linyphiid spiders. Bulletin of the University of Utah, vol. 33, no 10, p. 1-39.